# Campeonato de Segunda División de Costa Rica 1976-1977
El Campeonato de Fútbol de Segunda División 1976- 77 fue la edición número 56 de Segunda División de Costa Rica en disputarse, organizada por la FEDEFUTBOL. El campeón de esa temporada fue la A.D. San Carlos.
Este campeonato constó de 15 equipos debidamente inscritos en la Liga de Segunda División. Conocida en años anteriores como la Liga Mayor de Fútbol o Primera División B de Ascenso.

## Clasificación por la Cuadrangular Final de Segunda División
| Grupo A | Grupo A           |
| ------- | ----------------- |
| 1       | A.D. San Carlos   |
| 2       | Santa Bárbara F.C |
| 3       | C.S. Uruguay      |
| 4       | Orión F.C         |
| 5       | El Carmen F.C     |
| 6       | Pérez Zeledón F.C |
| 7       | A.D. San Miguel   |
| 8       | Puriscal F.C      |

| Grupo B | Grupo B                    |
| ------- | -------------------------- |
| 1       | Deportivo Fértica F.C      |
| 2       | Paraíso F.C                |
| 3       | A.D. Municipal Golfito     |
| 4       | Plywood F.C                |
| 5       | Deportivo Juan Gobán F.C   |
| 6       | A.D. Sagrada Familia       |
| 7       | Independiente de Turrialba |

## Formato del Torneo
Se jugaron dos vueltas, en donde los equipos debían enfrentarse todos contra todos. Posteriormente se juega una Hexagonal y cuadrangular final para ascender a un nuevo inquilino para la Primera División de Costa Rica.

## Ligas Superiores
- Primera División de Costa Rica 1977

## Ligas Inferiores
- Segunda División de Ascenso de Costa Rica 1977

## Torneos
| Predecesor: Campeonato 1975-1976 | Segunda División de Costa Rica Campeonato 1977 | Sucesor: Campeonato 1977-1978 |